# Cresta ectodérmica apical

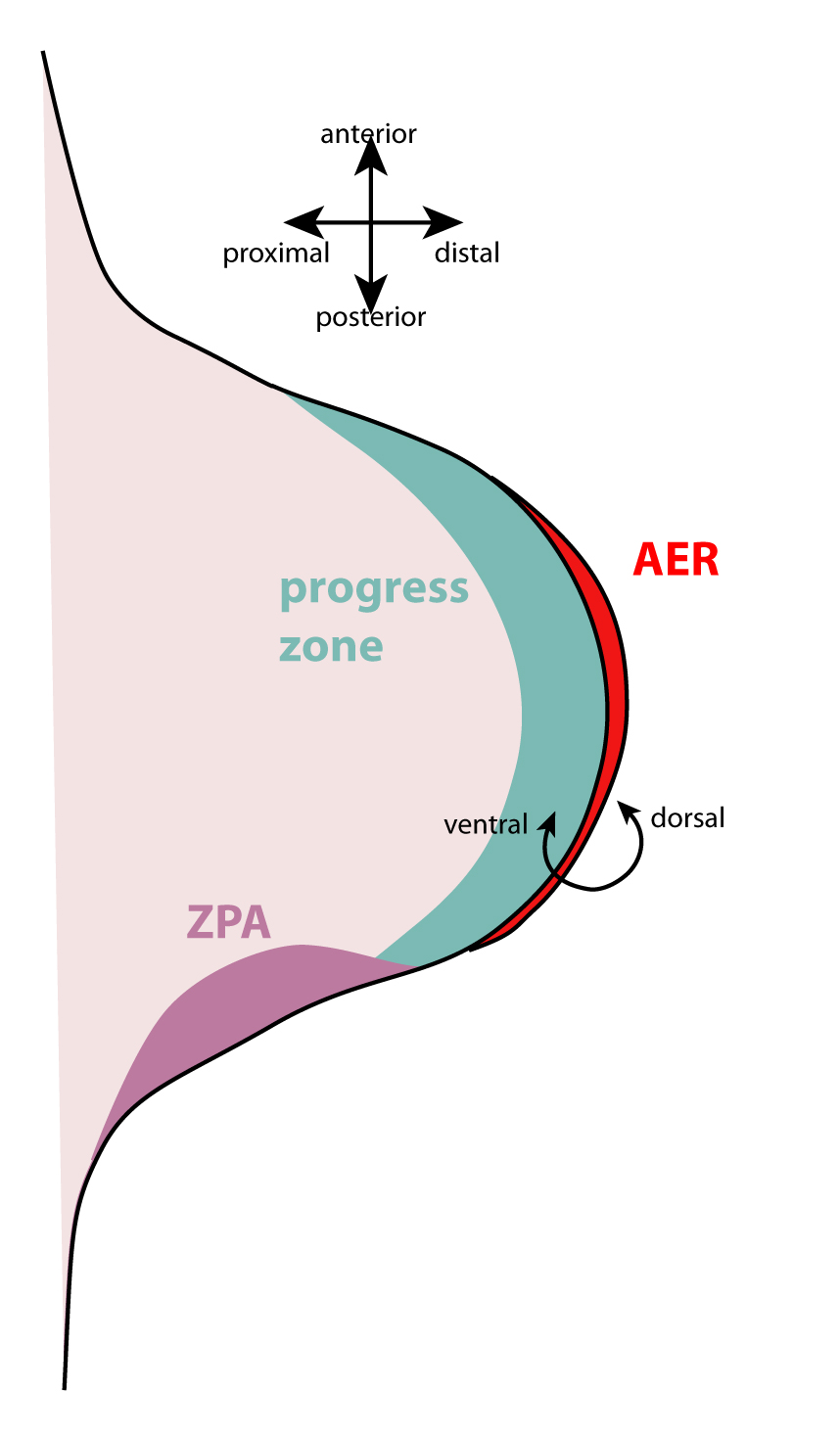
La cresta ectodérmica apical es una región de epitelio engrosado en el extremo más distal del esbozo de la extremidad. La zona de actividad polarizante (zone of polarising activity, ZPA) se encuentra en la parte posterior del esbozo de la extremidad.

La cresta ectodérmica apical (AER, por sus siglas en inglés: apical ectodermal ridge) es un componente crítico en el desarrollo de las extremidades. El AER es una estructura ectodérmica que se sitúa sobre el esbozo del miembro tetrápodo en el embrión induciendo su formación, y puede dar lugar finalmente a la cubierta epidérmica de éste. La formación inicial del AER se induce por la secreción del factor de crecimiento de fibroblastos FGF-10 de la capa somática del mesodermo de la placa lateral o hipómero. Se cree que esta inducción inicial resulta de la actividad de los genes Hox. La AER seguidamente secreta nuevamente FGF-8 en el mesodermo, estimulando su proliferación y formación de la "zona de progreso". La secreción continuada de este factor de transcripción por la AER sostiene la formación de la extremidad durante el proceso de desarrollo. 
La AER también envía señales a la  zona de actividad polarizante (ZPA), que establece de ese modo el eje antero-posterior (asimetría pulgar-meñique).

## Experimentos de manipulación de la AER
Si se elimina o inactiva por truncamiento del miembro y la agenesia de las estructuras distales. El trasplante de la AER a otra área del mesodermo sólo dará lugar a la formación de un miembro adicional si el mesodermo subyacente ya ha sido inducido para formarlo. Si se trasplanta el AER al lado de otro se formaran estructuras supernumerarias. Un miembro adicional formará una imagen especular a continuación  de un miembro que ya se encuentre en desarrollo. La imagen especular es la consecuencia de que el AER trasplantado obedece señales de la ZPA presente.  
El trasplante de un AER que da lugar a un brazo (o un ala, puesto que estos experimentos normalmente se efectúan en embriones de pollo) en un campo de extremidad que se va a desarrollar como una pierna no produce un brazo y una pierna en ese punto, sino dos piernas. En cambio, el trasplante de células de la zona de progreso de un brazo en desarrollo para reemplazar la zona de progreso de una pierna en desarrollo producirá un miembro con estructuras proximales de la pierna (fémur, rodilla) y estructuras de brazo dorsalmente (mano, dedos). Así pues,son las zonas mesodérmicas de la zona de progreso y no las ectodérmicas del AER las que controlan la identidad del miembro. El desarrollo del eje proximal-distal está controlado por la cantidad de tiempo que las células pasan en la zona de progreso y la expresión de genes Hox. 
El implante de una cuenta de plástico empapada con FGF-8 will induce la formación de un esbozo de extremidad en un embrión, pero la proliferación cesará prematuramente a no ser que sea añadan cuentas adicionales para mantener los niveles adecuados de FGF-8. El implante de suficientes cuentas puede inducir la formación de un miembro "normal" adicional en una localización arbitraria del embrión.  
Una cuenta de FGF10 implantada en un tejido funciona como si fuera una AER.